# Trine Rønning
Trine Bjerke Rønning (* 14. Juni 1982 in Trondheim) ist eine ehemalige norwegische Fußballspielerin. Die Abwehrspielerin stand zuletzt beim norwegischen Erstligisten Stabæk FK unter Vertrag und gehörte seit 1999 der norwegischen Nationalmannschaft an, für die sie bis 2016 insgesamt 162 A-Länderspiele bestritt.

## Karriere
Rønning spielte zwischen 1998 und 2002 für Trondheims-Ørn SK und wurde mit ihrem Verein 2000 und 2001 Meister sowie 1998, 1999, 2001 und 2002 Pokalsieger. Danach wechselte sie zu Kolbotn IL und gewann 2005 und 2006 erneut die Meisterschaft sowie 2007 den Pokal. Seit 2009 spielt sie für Stabæk IF, wo sie 2010 Meister wurde.
Ihr erstes Länderspiel absolvierte sie 1999, dabei machte sie direkt den Sprung von der U-18, für die sie 1998 sechsmal spielte (u. a. bei der U-18-Europameisterschaft), zur A-Nationalmannschaft. Nach diesem ersten A-Länderspiel kam sie aber erst 2001 zu vier weiteren Einsätzen und machte derweil weitere Spiele für die U-18-Mannschaft und nahm an der U-18-Fußball-Europameisterschaft der Frauen 2001 teil, bei der Norwegen im Finale der deutschen Mannschaft mit 2:3 unterlag.
2002 etablierte sie sich in der Nationalmannschaft und nahm am Vier-Nationen-Turnier und am Algarve-Cup teil. Bei den Weltmeisterschaften 2003 und 2007 kam sie zu je vier Einsätzen. Sie wurde bei der Europameisterschaft 2005 Vizeeuropameisterin. Außerdem nahm sie an den Olympischen Spielen 2008 teil.
Die Verteidigerin hatte mit der norwegischen Frauen Nationalmannschaft in Finnland bei der Fußball-Europameisterschaft der Frauen 2009 fünf Einsätze und erreichte mit ihrer Mannschaft das Halbfinale. Sie ist von den derzeit aktiven Spielerinnen Norwegens die Spielerin mit den zweitmeisten Länderspieleinsätzen und war die erfahrenste Spielerin im Kader für die WM 2011. Sie kam in den drei Vorrundenspielen zum Einsatz, schied aber mit Norwegen erstmals in einer WM-Vorrunde aus. Im entscheidenden Spiel gegen Australien hatte sie Pech, als beim Spielstand von 1:1 in der 84. Minute ein von ihr getretener Freistoß am Lattenkreuz landete.
2013 nahm sie zum dritten Mal an der Endrunde der Fußball-Europameisterschaft der Frauen teil, bei der sie das Finale erreichte und nach einem 0:1 gegen Deutschland Vize-Europameisterin wurde. Dabei konnte sie ebenso wie Solveig Gulbrandsen einen Strafstoß nicht verwandeln.
Rønning gehörte auch zum Kader für die WM 2015. Im ersten Gruppenspiel gegen Thailand erzielte sie das erste Turniertor für die Norwegerinnen. Sie kam danach aber nur noch im Achtelfinale gegen England zum Einsatz, das ihre Mannschaft mit 1:2 verlor und damit ausschied.
Am 4. November 2017 beendete sie ihre Karriere als Fußballspielerin. Mit 162 Länderspielen liegt sie auf dem vierten Platz der Norwegerinnen.

## Erfolge
- Norwegischer Meister mit Trondheims-Ørn SK (2000 und 2001), Kolbotn IL (2005 und 2006) und Stabæk FK (2010 und 2013)
- Norwegischer Pokalsieger mit Trondheims-Ørn SK (1998, 1999, 2001 und 2002), Kolbotn IL (2007) und Stabæk FK (2011, 2012 und 2013)

## Sonstiges
Seit 2009 ist sie mit der norwegischen Fußballspielerin Kristin Blystad-Bjerke verheiratet.